# Vail Resorts
Vail Resorts est une entreprise américaine basée au Colorado, spécialisée dans le tourisme notamment dans les domaines skiables.

## Histoire
En mars 2015, Vail Resorts acquiert la station de ski australienne Perisher pour 136 millions de dollars.
En août 2016, Vail Resorts annonce l'acquisition de Whistler Blackcomb, station de ski située en Colombie-Britannique, pour 1,09 milliard de dollars.
En novembre 2023, le groupe américain annonce l'acquisition de la station de ski de Crans-Montana en Suisse.